# Berliet TDH
Unter der Typenbezeichnung Berliet TDH wurden vom französischen Kraftfahrzeughersteller Berliet in Lyon ab 1932 Sattelzugmaschinen für schwere Lasten hergestellt.

## Geschichte und Technik
Das Marschgewicht der Zugmaschine wird mit etwa 5,7 Tonnen angegeben, für den Sattelauflieger bzw. Anhänger verblieb also ein maximales Gewicht von etwa 20 Tonnen.
Vom Berliet TDH gab es folgende sich nur durch ihren Motor unterscheidenden Varianten:
- TDH10: Sechszylinder-Dieselmotor Typ MDE: Bohrung × Hub 120 × 160 mm, Hubraum 10.857 cm³, steuerlich 29 CV, effektiv 100 PS bei 1600/min, allgemeine Betriebserlaubnis im November 1932[2]. Das Getriebe des TDH10 hatte zusätzlich ein Vorgelegegetriebe.
- TDH12: Sechszylinder-Dieselmotor Typ MDH: Bohrung × Hub 130 × 160 mm, Hubraum 12.742 cm³, steuerlich 34 CV, effektiv 105 PS bei 1600/min, allgemeine Betriebserlaubnis im April 1933[3].
- TDH30: Sechszylinder-Ottomotor Typ MKU110: Bohrung × Hub 110 × 140 mm, Hubraum 7983 cm³, steuerlich 30 CV, effektive Leistung nicht genannt bei 2000/min, allgemeine Betriebserlaubnis im März 1933[4].

### Berliet TDHE
Ende 1932 erschien als stärkste Variante der Berliet TDHE. Es gab ihn mit dem oben genannten Motor Typ MDE als TDHE10 und mit dem Motor Typ MDH als TDHE12. Das bloße Chassis der Zugmaschine wog etwa 6 Tonnen, das höchstzulässige Gesamtgewicht einschließlich Sattelauflieger bzw. Anhänger 34 Tonnen. Das Getriebe des TDHE10 hatte zusätzlich ein Vorgelegegetriebe. Für den TDHE10 und 12 wurden (zusammen mit dem Berliet TDE12) die Chassisnummern 109701 bis 109800 (also 100 Stück) reserviert, gebaut wurden 2 Stück 1932, 15 Stück 1933, 18 Stück 1934, 3 Stück 1935, zusammen also 38 Stück, worin wohl alle als Berliet TDH und Berliet TDE gebauten Fahrzeuge eingeschlossen waren.

### Originalquellen
Eine Publikation, in der alle vor 1945 gebauten Berliet-Typen individuell abgehandelt wären, gibt es nicht. Neben der unten erwähnten Literatur wurde auf folgende in der Fondation Berliet verwahrte Originalunterlagen zurückgegriffen:
- "Fiches des Mines": Es handelt sich um die Unterlagen zur Erteilung einer allgemeinen Betriebserlaubnis, hierfür ist in Frankreich der "Inspecteur des mines" sachlich zuständig. Diese Unterlagen sind chronologisch geordnet und nummeriert. Nicht zu jedem Typ bzw. Variante gibt es entsprechende Unterlagen, teils, weil sie wohl als Untervarianten eines Typs verstanden wurden, für den eine gesonderte Erlaubnis nicht erforderlich war, teils wohl, weil diese Unterlagen im Laufe der letzten 100 Jahre verlorengegangen sind. Bei Militärtypen gibt es Hinweise, dass eine Betriebserlaubnis direkt durch militärische Dienststellen erfolgte, was entsprechende "fiches des mines" überflüssig machte. Die Quellenbezeichnung lautet: "Fiches No...."
- "Etat des véhicules utilitaires et autobus declares aux mines depuis 1920", eine 15-seitige Zusammenstellung vom 1. Dezember 1941, enthält insbesondere die reservierten Chassisnummernbänder, die jedoch vielfach nicht vollständig ausgeschöpft wurden, einige Typen bzw. Varianten werden nicht erwähnt, Quellenbezeichnung lautet: "Etat S..."
- "Nombre de véhicules construits de 1930 à 1942", siebenseitige Zusammenstellung der zwischen 1930 und 1942 gebauten Stückzahlen an Nutzfahrzeugen, erstellt wohl 1943, erste Seite teilweise irreparabel verderbt, teilweise werden mehrere Typen bzw. Varianten zusammengefasst, Quellenbezeichnung lautet: "Nombre S...."

### Sonstige Literatur
- Monique Chapelle: Berliet. 1. Auflage. EMCE, Saint-Chamond 2016, ISBN 978-2-35740-049-8.
- Christophe Puvilland: Berliet 1905–1978, toute la gamme omnibus, autocars, autobus et trolleybus. 1. Auflage. histoire&collections, Paris 2008, ISBN 978-2-35250-059-9.
- François Vauvillier: Tous les Berliet militaires 1914–1940, vol.1: les camions. histoire&collections, Paris 2019, ISBN 978-2-35250-496-2.